# Instituto para o Estudo da Guerra
O Institute for the Study of War (ISW) é um grupo de pesquisa e think tank americano fundado em 2007 pela historiadora militar Kimberly Kagan. O ISW fornece pesquisa e análise sobre questões de defesa e relações exteriores. Produziu relatórios sobre a Guerra Civil Síria, a Guerra no Afeganistão e a Guerra no Iraque, "com foco em operações militares, ameaças inimigas e tendências políticas em diversas zonas de conflito". O instituto atualmente publica relatórios diários sobre a invasão russa da Ucrânia em 2022.